# City of Casey
City of Casey – obszar samorządu lokalnego (ang. local government area), położony w południowo-wschodniej części aglomeracji Melbourne. Casey zostało założone w 1994 roku. Jest to najbardziej zaludniony obszar Melbourne, mieszka tu 332 981 osób (dane z 2018). Nazwa regionu pochodzi od szesnastego gubernatora generalnego Australii Richarda Casey.

## Wybrany Samorząd
City of Casey jest podzielone na 6 okręgów wyborczych:
- Balla Balla - Geoff Ablett
- Edrington - Mick Morland i Susan Serey
- Four Oaks - Rafał Kapłon i Rosalie Crestani
- Mayfield - Gary Rowe i Amanda Stapledon
- Rivergum - Damien Rosario i Wayne Smith
- Springfield - Sam Aziz i Louise Berkelmans

Wybory są co 4 lata i wybrani Radni głosują co rok by wybrać Burmistrza.

### Dzielnice
- Berwick
- Blind Bight
- Cannons Creek
- Clyde
- Clyde North
- Cranbourne
- Cranbourne East
- Cranbourne North
- Cranbourne South
- Cranbourne West
- Devon Meadows
- Doveton
- Endeavour Hills
- Eumemmerring
- Five Ways
- Hallam
- Hampton Park
- Harkaway
- Junction Village
- Lynbrook
- Lysterfield South
- Narre Warren
- Narre Warren North
- Narre Warren South
- Pearcedale
- Tooradin
- Warneet